# British Columbia Highway 12
Die Verbindung zwischen Lytton und Lillooet bildet Highway 12. Die Route in der kanadischen Provinz British Columbia hat eine Länge von 62 km und verläuft parallel zum Fraser River.

## Verlauf
In Lytton zweigt der Highway vom Highway 1 in nördlicher Richtung ab. Direkt nach der Abzweigung liegt die Gemeinde Lytton. Direkt nördlich von Lytton erfolgt die Mündung des Thompson Rivers in den Fraser River. Der Highway folgt nun dem Tal des Fraser Rivers in nördlicher Richtung. Nach ca. 62 km wird das nördliche Ende erreicht. Östlich von Lillooet mündet der Highway in den Highway 99. Außer den beiden Gemeinden am Beginn und am Ende des Highways führt dieser Highway durch keine weiteren. Die Landschaft, die vom Highway durchschnitten wird, nennt sich Clear Range.